# Плетвар
Плетвар (мкд. Плетвар) је насеље у Северној Македонији, у јужном делу државе. Плетвар припада општини Прилеп.

## Географија
Насеље Плетвар је смештено у јужном делу Северне Македоније. Од најближег већег града, Прилепа, насеље је удаљено 12 km источно.
Плетвар се налази на источном ободу Пелагоније, највеће висоравни Северне Македоније. Село је смештено високо, до истоименог превоја. Плетварски превој одваја планину Бабуну северно од села од Селечке планине јужно од њега. надморска висина насеља је приближно 990 метара.
Клима у насељу је планинска због знатне надморске висине.

## Становништво
По попису становништва из 2002. године, Плетвар је имао 22 становника.
Претежно становништво у насељу су етнички Македонци (95%), а остало су Срби.
Већинска вероисповест у насељу је православље.